# Storstrejken i Indien 2020
Den 26 november 2020 arrangerades en storstrejk i stora delar av Indien. Strejken organiserades av 10 fackföreningar landet runt. Deltagarantalet i strejken uppskattas till 250 miljoner, vilket tidningen Jacobin menar är den största i historien.
Strejken följdes av en bondemarsch till New Delhi, som anlände dit den 30 november. Tiotusentals bönder omringade staden och den 3 december hade deras antal ökat till hundratusentals.

## Strejkkrav
Fackföreningarna som arrangerade strejken formulerade följande krav ställda till landets regering:
1. Ett allmän kontantutbetalning på 7500 indiska rupier (ca 850 kronor) till alla familjer med inkomster lägre än den undre gränsen för inkomstskatt
2. Tio kilo gratis spannmål per person och månad till alla som behöver det
3. Utökning av 2005 års jobbgarantilag för landsbygden (Mahatma Gandhi National Rural Employment Guarantee Act) från 100 till 200 dagar med extra lönetillägg, samt en utökning av programmet till städerna
4. Upphävande av alla bonde- och arbetarfientliga lagar och förordningar
5. Ett stopp av all privatisering av offentlig sektor, inklusive delar av finanssektorn. Liksom ett stopp för bolagisering av statlig tillverknings- och serviceindustri inom järnväg, försvarsindustri, hamnar och liknande
6. Tillbakadragande av förordningen om påtvingad förtida pensionering av stats- och kommunalanställda
7. Allmän pension till alla och en återgång till tidigare pensionssystem

## Arrangörer
De tio fackföreningar som arrangerade strejken var Indian National Trade Union Congress (INTUC), All India Trade Union Congress (AITUC), Hind Mazdoor Sabha (HMS), Centre of Indian Trade Unions (CITU), All India United Trade Union Centre (AIUTUC), Trade Union Coordination Centre (TUCC), Self-Employed Women's Association (SEWA), All India Central Council of Trade Unions (AICCTU), Labour Progressive Federation (LPF) och United Trade Union Congress (UTUC).
Även andra fackföreningar och individer anslöt sig till strejken, som också hade stöd av flera politiska vänsterpartier, bland andra Kongresspartiet och Communist party of India (Marxist).